# جون غيلكريست (لغوي)
كان جون بورثويك غيلكريست، وهو زميل الجمعية الملكية في إدنبرة، (19 يونيو 1759 - 9 يناير 1841) جراحًا ولغويًا وفيلولوجيًا ودارسًا لعلم الهنديات من إسكتلندا. وُلد في إدنبرة ودرس فيها، وقضى معظم حياته المهنية المبكرة في الهند، حيث درس اللغات المحلية. في وقت لاحق من حياته، رجع إلى بريطانيا وعاش في إدنبرة ولندن. انتقل إلى باريس في سنواته الأخيرة حيث توفي عن عمر يناهز 81 عامًا.
حظي بالشهرة بفضل دراسته للغة الهندوستانية، ما أدى إلى اعتمادها لتصبح مشتركة لشمال الهند (ويشمل ذلك باكستان الحالية) من قبل المستعمرين البريطانيين والسكان الأصليين. وضع قاموس إنجليزي-هندوستاني، وقواعد اللغة الهندوستانية، واللغوي الشرقي، وغيرها الكثير. نشر معجمه الهندوستاني بالخط العربي والخط الناغاري والنقحرة الرومانية. عُرف أيضًا بدوره في تأسيس كلية لندن الجامعية وهباته لصندوق غيلكريست التعليمي.

## سيرته الذاتية

### النشأة والتعليم
ولد غيلكريست في 19 يونيو 1759 في إدنبرة، وعُمد في 22 يونيو 1759 باسم جون هاي غيلكريست. لا يٌعرف عن والده والتر غيلكريست سوى القليل جدًا، كان تاجرًا اختفى في العام الذي ولد فيه جون. والدته هنريتا فاركوهارسون (1730-1830)، وهي في الأصل من دندي، عاشت حتى بلغت قرابة المئة عام. في وقت لاحق من حياته، حصل غيلكريست على ترخيص لاستخدام اسم بورثويك، لقب جدته لأمه، التي كانت من سلالة بورثويك من النبلاء الإسكتلنديين.
تلقى تعليمه في مدرسة جورج هيريوت ومدرسة إدنبرة الثانوية (1773-1775). في سن ال 16، سافر إلى جزر الهند الغربية، حيث اكتسب معرفة بزراعة وإنتاج النيلة. بقي هناك لمدة سنتين أو ثلاث سنوات ثم عاد إلى إدنبرة.

### عمله في الهند
في عام 1782، تدرب غيلكريست ليصبح جراحًا مساعدًا في البحرية الملكية وسافر إلى بومباي، الهند. وانضم هناك إلى الخدمة الطبية لشركة الهند الشرقية وعين جراحًا مساعدًا في عام 1784. سار مع جيش البنغال التابع للشركة إلى فاتح غاره، وخلال هذه الرحلة لاحظ أن السكان في أجزاء مختلفة من البلاد يفهمون الهندوستانية. وفوجئ بأن الشركة لم تطلب من موظفيها إتقان هذه اللغة أو تشجعهم على تعلمها، وأقنعته التجارب اللاحقة بأن الضباط في الجيش يجب أن يتعلموها أيضًا من أجل التواصل بفعالية مع الجنود الهنود أو السيبوي.

#### قاموس هندوستاني
بدأ غيلكريست دراسة الهندوستانية دراسة منهجية، ومن هذا العمل أنشأ قاموسه الأول. في عام 1785 طلب إجازة من الخدمة لمدة عام لمواصلة هذه الدراسات. مُنح الإجازة في عام 1787 ولم يعد غيلكريست أبدًا إلى الخدمة الطبية. أمضى 12 عامًا يعيش في أماكن مختلفة، منها باتنا وفيض آباد ولكنؤ ودلهي وغازيبور. سافر كثيرًا للعمل مع الناطقين بالهندوستانية ولجمع المواد التي يحتاجها. شارك أيضًا في إنتاج النيلة والسكر والأفيون في غازيبور بهدف تمويل عمله، كانت هذه النشاطات ناجحة في البداية ولكنها فشلت في النهاية.
في عام 1786، أعلن عن أول منشور له، قاموس: الإنجليزية والهندوستانية. مسبوقة بقواعد اللغة الهندوستانية. نشر العمل من خلال الاشتراكات وصدر على أجزاء وتمّ في عام 1790. كان أول منشوراته مطبوعًا بخط ديوناكري، الذي طوره المستشرق والمطبعي تشارلز ويلكينز. وعدت الحكومة بأخذ 150 مجموعة بسعر 40 روبية لكل منها، وزاد السعر في النهاية إلى 60 روبية.

#### خلفية للغة الهندوستانية
في شمال الهند، تطورت اللغة الهندوستانية من حاجة المهاجرين الجدد من أصل فارسي وتركي للتواصل مع الناس في دلهي والمناطق المحيطة بها. تحدث السكان المحليون لهجة دهلوي، وهي إحدى اللغات الهندية، التي قدمت المفردات الأساسية والقواعد واستوعبت الكثير من الكلمات الفارسية لتشكيل الهندوستانية.
بفضل غيلكريست، شاع استخدام اللغة الهندوستانية بوصفها لغة للإدارة البريطانية. حين بدأ العمل بصفة جراح في شركة الهند الشرقية، قيل له إن الفارسية هي اللغة الرئيسية في الهند، لكنه سرعان ما أدرك أن الأشخاص الذين قابلهم لا يتحدثون الفارسية أو العربية جيدًا. اكتشف بعد اختلاطه بالناس أن الهندوستانية معروفة من قبل البعض في شركة الهند الشرقية. أشير إلى هذه اللغة آنذاك باسم مورز أو ببساطة جاغرون، تبنى غيلكريست هذه اللغة لتصبح اللغة الجديدة للإدارة في الهند البريطانية.

#### كلية فورت ويليام
بناء على اقتراح غيلكريست، قرر الحاكم العام، مركيز ويليسلي، وشركة الهند الشرقية إنشاء مؤسسة تدريب لمجنديها في كلكتا. فتشكلت المدرسة الشرقية أو مدرسة غيلكريست، ووُسعت في غضون عام لنصبح كلية فورت ويليام في عام 1800. كان غيلكريست أول مدير للكلية حتى عام 1804، ومن خلال الرعاية الشخصية لويليسلي، تلقى غيلكريست راتبًا سخيًا قدره 1500 روبية شهريًا، أو نحو 1800 جنيه إسترليني سنويًا (ما يعادل 180 ألف جنيه إسترليني حاليًا). خلال هذا الوقت، نشر غيلكريست أيضًا عددًا من الكتب: دليل اللغة الهندوستانية للغريب في الهند الشرقية أو اللغة الشعبية الكبرى في الهند، دليل الهندوستانية أو صندوق الهند، نستليق إي هندو، البلاغ التقويمي الهندوسي الروماني، الخرافي الشرقي، وغيرها.
تحت إدارة غيلكريست، أصبحت كلية فورت ويليام مركزًا للنثر الأردي. كانت اللغة التي يُدرّسونها مخصصة للشباب البريطاني لاكتساب معرفة عملية عامة للأغراض الإدارية، لا للمتحدثين الأصليين للغة. جمع حوله كُتابًا من جميع أنحاء الهند تمكنوا من إنتاج أسلوب أردي بسيط «مفهوم للضباط والتجار البريطانيين الذين لم يكن لديهم أي استخدام شِعري». من تلاميذ غيلكريست المبشر هنري مارتين، وهو كاهن أنجليكاني وقسيس في شركة الهند الشرقية، راجع النسخة الهندوستانية من العهد الجديد وترجمها لاحقًا، بالإضاقة إلى سفر المزامير وكتاب الصلاة المشتركة، إلى الأردية والفارسية. وبحلول أوائل القرن التاسع عشر، استُبدلت اللغة الفارسية تدريجيًا باللغة الأردية بصفتها لغة عامية لتكون بمثابة اللغة الإدارية في البيروقراطية الاستعمارية النامية.
في عام 1803، أدخل غيلكريست كُتّابًا آخرين في الكلية، ساعدوا في اتخاذ خطوات سريعة في اللغة والأدب الهندي. وظهرت بعد ذلك ترجمة هندية للكتاب المقدس في 1818 ونُشرت أودانت مارتاند، أول صحيفة هندية، في 1826 في كلكتا.
يناقش العلماء دور غيلكريست في تجزيء الهندوستانية إلى اللغات الحديثة الهندية والأردية، ولكن وفقًا لغيلكريست، كان صعود التقليد النثري الجديد أيضًا ناتجًا عن «تشعب لغة خاريبولي إلى شكلين - اللغة الهندوستانية وتأتي جذورها من لغة خاريبولي التي أنتجت لغتان (الهندية والأردية)، ولكل منهما طابعها ونصها الخاص». لم يكتشف/يضع غيلكريست اللغة الهندوستانية فحسب، فكان له الفضل في رعاية اللغة الأردية وبشكل غير مباشر في تنشيط اللغة الهندية. خلال الفترة التي قضاها في كلية فورت ويليام، شجع على استخدام الشكل الأنقى من خاريبولي الذي تطورت منه الهندية المعاصرة. على حد تعبير كي بي جندال مؤلف كتاب تاريخ الأدب الهندي: «الهندية كما نعرفها اليوم نتاج القرن التاسع عشر».
كانت وجهة نظر جورج أبراهام جريرسون مختلفة، وهو لغوي أيرلندي وموظف مدني، رأى أن اللغة الهندية القياسية أو النقية التي يستخدمها الهنود المعاصرون هي «لهجة اصطناعية ليست لغة أم لأي هندي مولود في الهند، وهي لغة حديثة الاختراع، وهجين رائع يسميه الأوروبيون اللغة الهندية وهي اختراعهم».